# Esofagogastroduodenoscopia

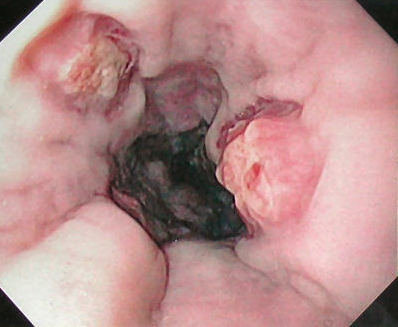
Exemplo de imagem de esôfago obtida neste exame.

A esofagogastroduodenoscopia ou  endoscopia digestiva alta é um tipo de exame médico (endoscopia) que se utiliza de um endoscópio para obter imagens do trato digestivo objetivando o diagnóstico e enventualmente o tratamento de patologias que porventura o acometa.
É realizada basicamente com anestesia tópica a base de spray de anestésico local, em geral lidocaína, na base da língua e orofaringe visando minimizar o incômodo da passagem do endoscópio, bem como a ocorrência de reflexos autonômicos. Auxiliando a anestesia tópica em geral se administra sedativos variados. Entre os mais utilizados no Brasil cita-se: 
- Diazepam
- Midazolan
- Propofol